# 湯姆·C·克拉克
湯瑪斯·坎貝爾·克拉克（英語：Thomas Campbell Clark，1899年9月23日—1977年6月13日）為美國律師，1945年至1949年擔任第59任美國司法部長，1949年至1967年擔任美國聯邦最高法院大法官。

## 早年生活
湯瑪斯·坎貝爾·克拉克於1899年9月23日出生於美國德克薩斯州達拉斯，他的父母從密西西比州搬到了德克薩斯州，父親也是律師，當選德克薩斯州律師協會主席時為此職位最年輕的人。湯瑪斯·坎貝爾·克拉克就讀達拉斯高中時以辯才聞名，此時他成為鷹級童軍之一員。他之後赴維吉尼亞軍校就讀一年，然而後來因經濟因素而返回德州。1918年，克拉克自願加入美國陸軍參加第一次世界大戰，然而體檢時因他的體重未達標準而無法赴前線。因此他轉而加入德克薩斯州國民兵，在此擔任步兵中士。
第一次世界大戰結束後，湯瑪斯·坎貝爾·克拉克就讀德克薩斯大學奧斯汀分校，並於1921年獲得文學學士學位。之後他就讀於德克薩斯大學法學院，並於1922年獲得法學學士學位。

## 職業
湯瑪斯·坎貝爾·克拉克進入德克薩斯州的律師協會，而後於1922年至1937年在他的家鄉開設律師事務所。他於1927年至1932年暫時卸下律師身分，擔任達拉斯的檢察官，成為民主黨員。
1937年加入司法部，擔任美國司法部長的特別助理，之後被調往司法部的反托拉斯部門。1941年12月7日，日軍襲擊珍珠港，他參與對日裔美國人的拘禁。1943年，湯瑪斯·坎貝爾·克拉克晉升為負責反托拉斯事務的助理檢察長。

## 司法部長
1945年，美國總統杜魯門任命湯瑪斯·坎貝爾·克拉克為美國司法部長。
湯瑪斯·坎貝爾·克拉克成為司法部長之後，十分重視美國青少年的犯罪問題，他支持讓初次犯罪的少年犯有假釋的機會，並在白宮召集關於這個話題的全國會議，且成立了一個全國青少年犯罪委員會，並指派尤妮斯·瑪麗·甘迺迪來領導這個委員會。
在他擔任司法部長期間，恰逢冷戰初期，湯瑪斯·坎貝爾·克拉克負責制定和實施杜魯門政府的多項激進反共政策。

## 聯邦最高法院大法官
1948年杜魯門連任美國總統後，湯瑪斯·坎貝爾·克拉克明確向白宮表示，他計劃返回德克薩斯州從事法律工作。然而，在美國聯邦最高法院大法官弗蘭克·墨菲突然去世後，杜魯門提名湯瑪斯·坎貝爾·克拉克填補弗蘭克·墨菲過世所造成的空缺。1949年8月24日，湯瑪斯·坎貝爾·克拉克正式成為美國聯邦最高法院大法官，這使得湯瑪斯·坎貝爾·克拉克成為德克薩斯州第一位，也是截至2021年為止唯一一位的聯邦最高法院大法官。在此職位上，他在幾起涉及種族隔離的案件中成為投下多數票的一方，其中包括具有里程碑意義的布朗訴教育委員會案。
湯瑪斯·坎貝爾·克拉克處理過許多涉及冷戰時期法律合憲性的案件，這些法律要求個人申明他們不是特定團體或黨派的成員。在這一領域，克拉克通常採取傳統的保守立場，支持此類要求，這與他擔任檢察總長時的工作是一致的。在擔任法院法官的最初幾年，克拉克迴避了許多此類案件，因為這些案件都是對克拉克曾經幫助發起或實施的政策和法律的挑戰。加納訴公共工程委員會案（1951年）中，他以5比4的表決結果做出裁決，支持一個城市有權要求其僱員提交宣誓書，證明他們不是也從未加入過共產黨，並為此宣誓效忠 。「過去的行為很可能與現在的適合性有關。」他寫道：「過去的忠誠可能與現在和將來的信任有合理的關係。」但克拉克也表明，當此類法律適用範圍過大或過於寬泛時，特別是當涉及個人是否知道其被指控隸屬的組織的問題時，他願意廢除此類法律。因此，在維曼訴厄普德格拉夫案（1952年）一案中，克拉克廢除了奧克拉荷馬州的一項效忠法規，該法規要求所有州僱員宣誓他們不是且在過去五年中從未加入過檢察總長顛覆組織名單上的任何組織。克拉克寫道：「成員可能是無辜的。」

## 晚年
1967年6月12日，湯瑪斯·坎貝爾·克拉克從聯邦最高法院退休。他是最後一位由杜魯門總統任命的聯邦最高法院大法官。1967年10月，第一位非洲裔美國聯邦最高法院法官瑟古德·馬紹爾接任湯瑪斯·坎貝爾·克拉克。湯瑪斯·坎貝爾·克拉克退休後，成為美國律師協會轄下一個委員會的領導人，負責研究律師紀律制度。

## 去世
1977年6月13日，湯瑪斯·坎貝爾·克拉克在其子紐約市之居所於睡夢中去世。他被安葬在德克薩斯州達拉斯的雷斯特蘭紀念公園。